# Pleinfeld
Pleinfeld è un comune mercato tedesco di 7 500 abitanti, situato nel land della Baviera. Pleinfeld è il centro più grande tra quelli bagnati dal Grande Brombachsee, principale destinazione turistica del distretto lacustre della Franconia. Pleinfeld è anche bagnata dal torrente Rezat svevo. Pleinfeld è il quarto paese più grande del Circondario di Weißenburg-Gunzenhausen ed è parte dell'area metropolitana di Norimberga.

## Amministrazione

### Gemellaggi
- Killarney